# Яблунівський гідрологічний заказник (Полтавська область)
Яблуні́вський зака́зник — гідрологічний заказник місцевого значення в Україні. Розташований у межах Лубенського району Полтавської області, на схід від села Яблуневе. 
Площа 28 га. Статус присвоєно згідно з рішенням облвиконкому від 22.11.1984 року № 453. Перебуває у віданні: Яблунівська сільська рада. 
Статус присвоєно для збереження цінної водно-болотної ділянки лівобережної заплави річки Гнила Оржиця. Місце гніздування і відпочинку під час міграцій водоплавних та біляводних птахів.